# Waite Hill
Waite Hill és una població dels Estats Units a l'estat d'Ohio. Segons el cens del 2000 tenia 446 habitants.

## Demografia
Segons el cens del 2000, Waite Hill tenia 446 habitants, 183 habitatges, i 144 famílies. La densitat de població era de 40,9 habitants per km².
Dels 183 habitatges en un 19,7% hi vivien nens de menys de 18 anys, en un 75,4% hi vivien parelles casades, en un 2,2% dones solteres, i en un 20,8% no eren unitats familiars. En el 13,7% dels habitatges hi vivien persones soles el 4,4% de les quals corresponia a persones de 65 anys o més que vivien soles. El nombre mitjà de persones vivint en cada habitatge era de 2,44 i el nombre mitjà de persones que vivien en cada família era de 2,71.
Per edats la població es repartia de la següent manera: un 16,6% tenia menys de 18 anys, un 3,6% entre 18 i 24, un 17% entre 25 i 44, un 38,3% de 45 a 60 i un 24,4% 65 anys o més.
L'edat mediana era de 52 anys. Per cada 100 dones de 18 o més anys hi havia 100 homes.
La renda mediana per habitatge era de 97.595 $ i la renda mediana per família de 134.041 $. Els homes tenien una renda mediana de 76.790 $ mentre que les dones 32.188 $. La renda per capita de la població era de 61.408 $. Aproximadament l'1,4% de les famílies i el 0,9% de la població estaven per davall del llindar de pobresa.

## Poblacions més properes
El següent diagrama mostra les poblacions més properes.